# Convention baptiste du Zimbabwe
La Convention baptiste du Zimbabwe (anglais : Baptist Convention of Zimbabwe) est une association chrétienne évangélique d'églises baptistes au Zimbabwe.  Elle est affiliée à l’Alliance baptiste mondiale et l’Evangelical Fellowship of Zimbabwe. Son siège est situé à Gweru. 

## Histoire
La Convention baptiste du Zimbabwe a ses origines dans une mission américaine du Conseil de mission internationale en 1950.  Elle est officiellement fondée en 1963 . Selon un recensement de l’association, en 2023 elle disait avoir 500 églises et 300,100 membres.